# Morszimosz
Morszimosz (Kr. e. 5. század) görög orvos, tragédiaköltő
Philoklész fia volt, személye csupán a komédiaköltők gúnyolódásaiból ismert. Mint tragédiaköltő és szemorvos egyaránt nagyon rossz hírben állt. Arisztophanész fajtalansággal vádolta, rossz költőnek, piszkosnak nevezte. Munkáiból semmi sem maradt fenn.[forrás?]